# Parcela Número Sesenta y Siete
Parcela Número Sesenta y Siete är en ort i Mexiko.   Den ligger i kommunen Ensenada och delstaten Baja California, i den nordvästra delen av landet, 2 200 km nordväst om huvudstaden Mexico City. Parcela Número Sesenta y Siete ligger 5 meter över havet och antalet invånare är 142.
Terrängen runt Parcela Número Sesenta y Siete är varierad. Havet är nära Parcela Número Sesenta y Siete åt nordväst. Runt Parcela Número Sesenta y Siete är det glesbefolkat, med 8 invånare per kvadratkilometer. Närmaste större samhälle är Ensenada, 14,6 km norr om Parcela Número Sesenta y Siete. Omgivningarna runt Parcela Número Sesenta y Siete är i huvudsak ett öppet busklandskap.